# Clarence Page
Clarence Page, född 2 juni 1947 i Dayton i Ohio, är en amerikansk skådespelare, journalist och författare.
Clarence Page är mest känd för sitt arbete som kolumnist på tidningen Chicago Tribune. Han har vunnit Pulitzerpriset år 1989. Han är gift med Lisa Johnson sedan 3 maj 1987, med vilken han har sonen Jonathan, född 1989, med. Är också känd för sin medverkan i filmen Blodröd sol från 1993.

## Filmografi
- 1993 – Blodröd sol